# 重型鐵路系統

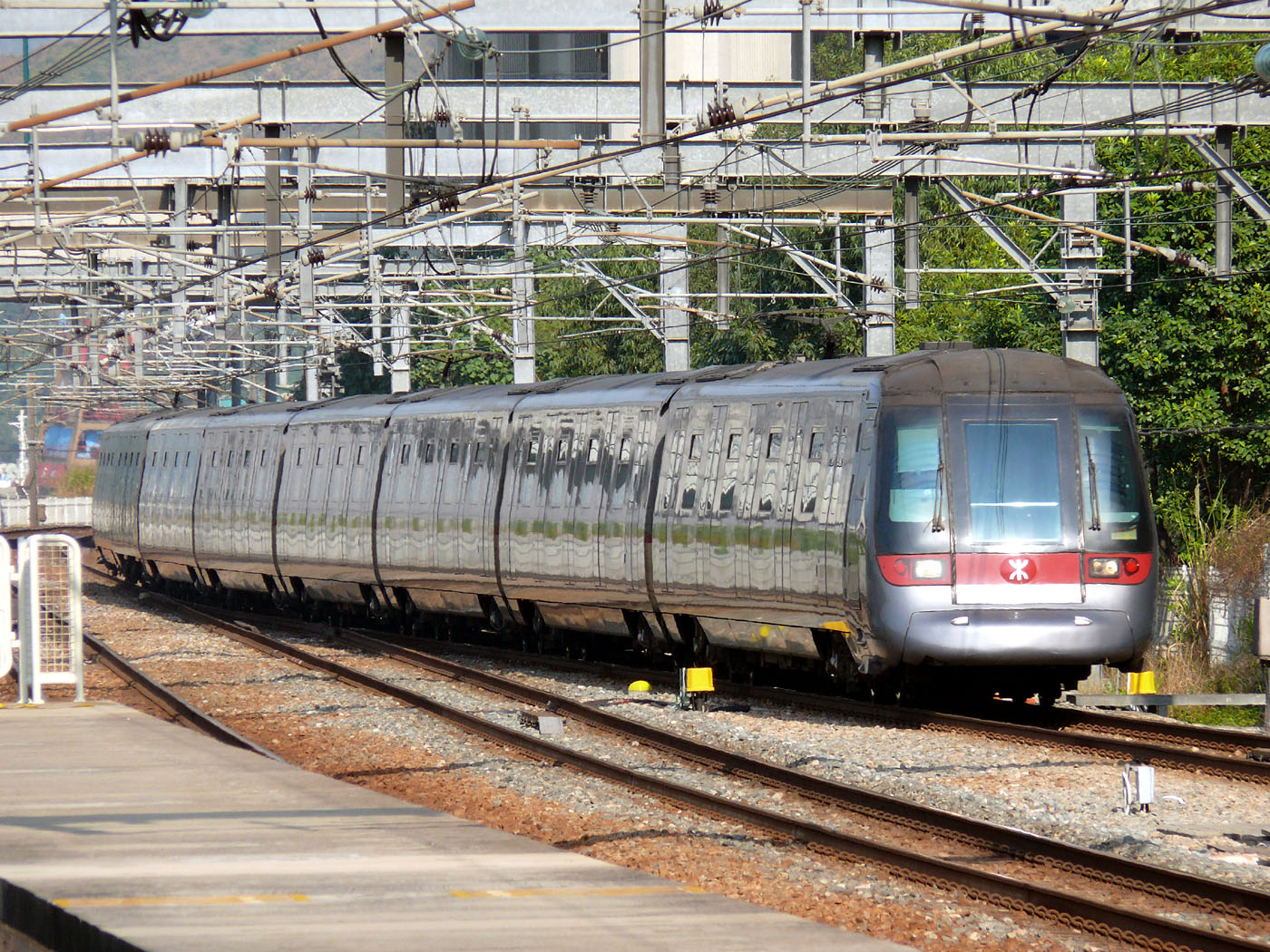
港鐵東涌綫列車

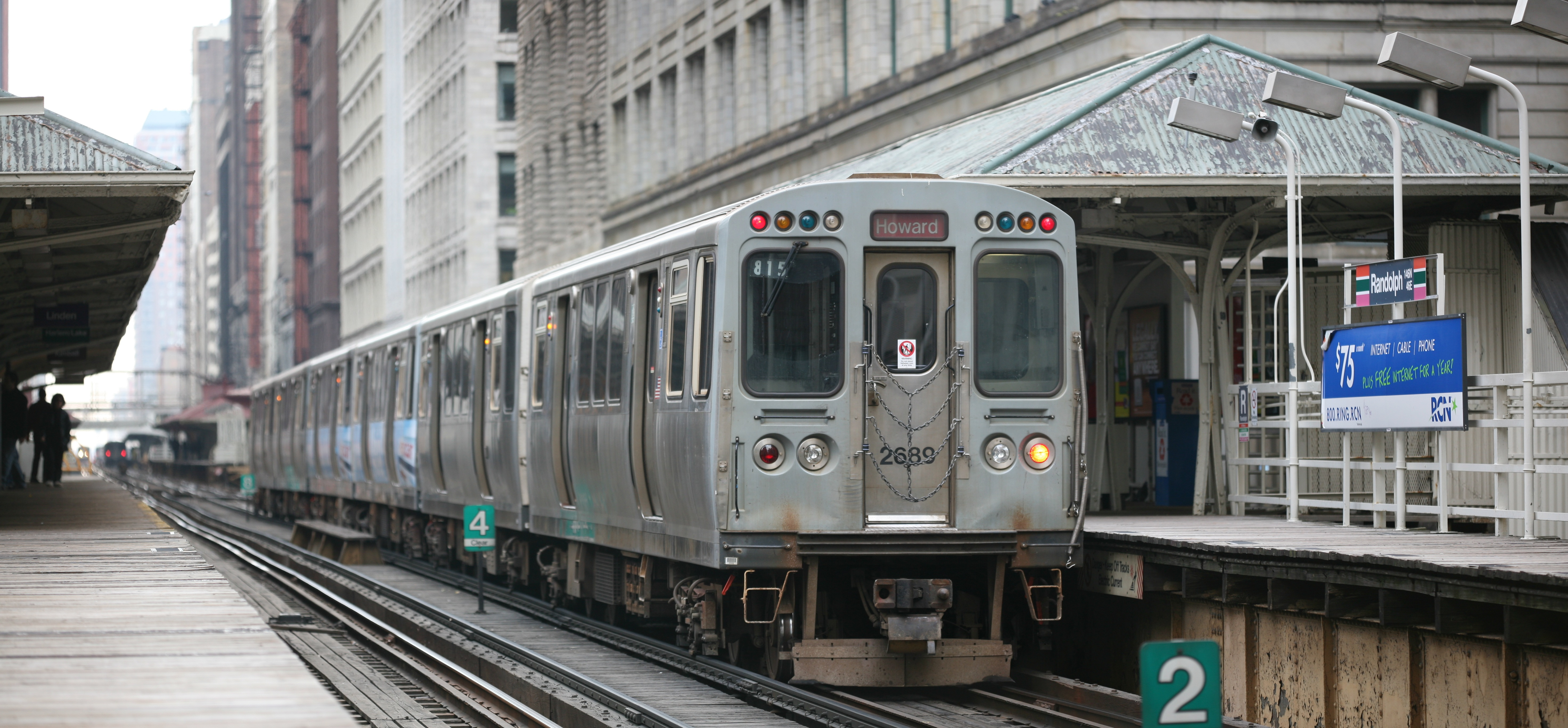
芝加哥地鐵2600系列列車

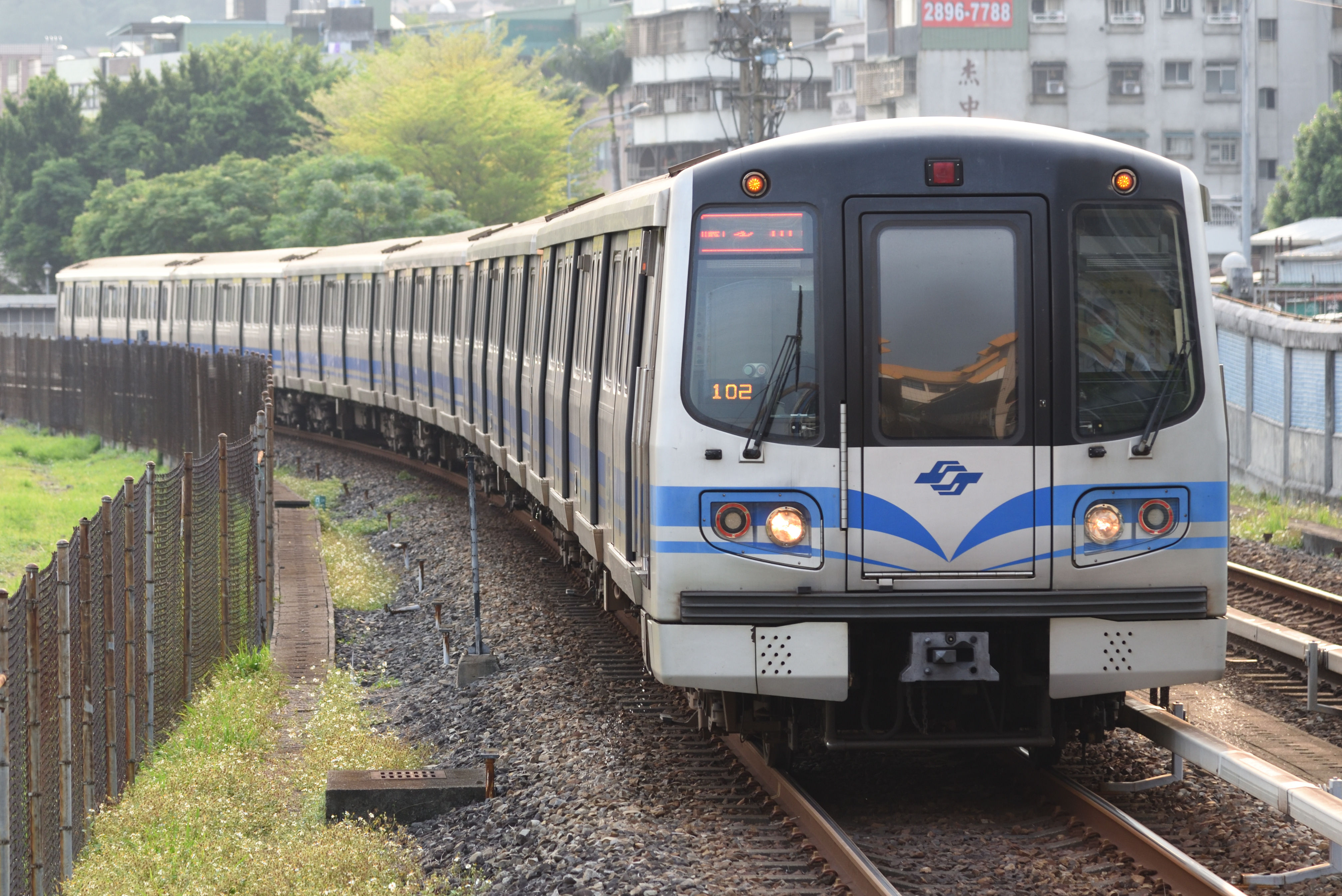
台北捷運淡水信義線C381型電聯車

重型鐵路系統（英語：Heavy Rail）一般簡稱重鐵或高運量系統，是對一般普通鐵路或地鐵（捷運）的稱呼，用來與輕鐵、中運量系統及電車等載客量較低的鐵路系統區別。

## 各地定義

### 奧地利、瑞士及德國
德文重鐵的對應詞彙為Vollbahn，相反詞語為Kleinbahn。這兩詞語於三地被用作區分不同軸承負荷的鐵路系統及相關的建造規範。現時Vollbahn這詞於三地並不常用，Kleinbahn則只用於窄軌鐵路線。

### 英國
在英國，重鐵主要用於形容構成英國國家鐵路網的普通鐵路，包括通勤鐵路、城際鐵路、高速鐵路、區域鐵路及貨運鐵路，與地鐵、輕軌、有軌電車、旅客捷運系統及其他類似系統作出區分。

### 北美
在北美洲，美國公共運輸組織將重型鐵路系統（Heavy-rail system）定義為能夠應付大批客量的電氣化鐵路。重型鐵路系統常於需要與載客量較小的輕軌鐵路系統作出區分時使用。
在北美洲，重型鐵路一詞亦可用於形容載客量高的地鐵系統（與輕軌系統作出區分），但不用於通勤鐵路、城際鐵路。在當地，重型鐵路的列車速度較高，並擁有獨立路權。

### 亞洲
在菲律賓，菲律賓國家鐵路總經理Junn Magno曾形容北-南通勤鐵路線為「重鐵地鐵線」。儘管當地對於重鐵的定義與美國一樣包含地鐵，但「重鐵」一詞主要被用作形容使用八或十卡車廂的電氣化列車服務。
在香港，重型鐵路系統主要是指港鐵除迪士尼綫、南港島綫、輕鐵及昂坪360以外的鐵路綫。

### 國際
國際鐵路聯盟將重鐵定義為貨運鐵路及客運鐵路（包括通勤、區域、城際及高速鐵路，但不包括載客量高的地鐵）。

## 歷史
歐洲及北美洲是重型鐵路系統發展歷史較早的地區。雖然如此，重型鐵路系統很快於十九世紀下半葉開始於其他洲出現。
1950年代以後，隨著公路及航空交通日漸普及，美國、紐西蘭等地的重型鐵路系統（包括通勤、區域及城際鐵路系統）因無法競爭而陸續被停運及拆卸，部分系統及網絡則改為只供貨運用途。在英國，1960年代的比欽大斧亦曾大規模關閉及拆除全國多地的重型鐵路。1949至1962年間，英國就有5,340公里的鐵路停運及被關閉。
由1980年代開始，歐美一些城市開始重新投入資金於重鐵系統，例如建造新的重鐵系統（如於1982年開始動工的加拿大溫哥華架空列車和1989年開通的美國邁阿密都會區三縣鐵路）、改善及擴展已有重鐵系統（如英國倫敦的泰晤士連線、1981年開始營運的法國高速鐵路）。
由於大洋洲、非洲人口密度較低，現時兩地只供客運用途的重型鐵路系統較少。當地的重型鐵路系統主要為貨運鐵路、大城市及其周邊的通勤鐵路、以及載客量高的城市軌道交通系統（如悉尼地鐵、開羅地鐵）。

## 類別

### 普通鐵路
重鐵系統傳統上指連接城市的城際鐵路，一般都建得堅固，以應付行驶的貨客車、高速列車等重型列車。重鐵系統大部份都與路面交通分開，很少跟其它路面交通工具共用路面。
重鐵系統有時亦指合建造規格的區域鐵路和通勤鐵路；此系統的技術類型，除了巴黎地鐵為強化列車加減速性能及降低噪音而改裝膠輪路軌系統，以及日本部分都市單軌電車系統，因其單向載客量可達每小時四萬人，亦可稱為重鐵系統外，一般而言重鐵系統採用鋼輪鋼軌，即是以傳統鐵路技術為主。

### 城市轨道交通
只有載客量高的城市轨道交通系統才會屬於重型鐵路系統。部分國家（如英國）則不視載客量高的城市轨道交通為重鐵。載客量較低的城市轨道交通系統則屬於中型鐵路系統（如台北捷運文湖線）或輕軌運輸系統（如澳洲黃金海岸輕鐵）。